# Cheptainville
Cheptainville és un municipi francès, situat al departament de l'Essonne i a la regió de Illa de França. L'any 2007 tenia 1.824 habitants.
Forma part del cantó d'Arpajon i del districte de Palaiseau. I des del 2016 de la Comunitat d'aglomeració Cœur d'Essonne.

## Demografia

### Població
El 2007 la població de fet de Cheptainville era de 1.824 persones. Hi havia 656 famílies, de les quals 112 eren unipersonals (56 homes vivint sols i 56 dones vivint soles), 180 parelles sense fills, 304 parelles amb fills i 60 famílies monoparentals amb fills.
La població ha evolucionat segons el següent gràfic:
Habitants censats

### Habitatges
El 2007 hi havia 698 habitatges, 656 eren l'habitatge principal de la família, 12 eren segones residències i 30 estaven desocupats. 592 eren cases i 105 eren apartaments. Dels 656 habitatges principals, 551 estaven ocupats pels seus propietaris, 87 estaven llogats i ocupats pels llogaters i 18 estaven cedits a títol gratuït; 11 tenien una cambra, 48 en tenien dues, 110 en tenien tres, 130 en tenien quatre i 357 en tenien cinc o més. 577 habitatges disposaven pel capbaix d'una plaça de pàrquing. A 280 habitatges hi havia un automòbil i a 338 n'hi havia dos o més.

### Piràmide de població
La piràmide de població per edats i sexe el 2009 era:
| Homes | Edats   | Dones |
| ----- | ------- | ----- |
| 0     | 95 o +  | 0     |
| 0     | 90 a 94 | 0     |
| 0     | 85 a 89 | 8     |
| 8     | 80 a 84 | 4     |
| 0     | 75 a 79 | 12    |
| 20    | 70 a 74 | 12    |
| 28    | 65 a 69 | 28    |
| 44    | 60 a 64 | 36    |
| 56    | 55 a 59 | 52    |
| 52    | 50 a 54 | 48    |
| 68    | 45 a 49 | 60    |
| 80    | 40 a 44 | 88    |
| 64    | 35 a 39 | 44    |
| 28    | 30 a 34 | 32    |
| 48    | 25 a 29 | 52    |
| 64    | 20 a 24 | 72    |
| 40    | 15 a 19 | 64    |
| 64    | 10 a 14 | 44    |
| 40    | 5 a 9   | 40    |
| 40    | 0 a 4   | 44    |

## Economia
El 2007 la població en edat de treballar era de 1.217 persones, 966 eren actives i 251 eren inactives. De les 966 persones actives 926 estaven ocupades (467 homes i 459 dones) i 40 estaven aturades (22 homes i 18 dones). De les 251 persones inactives 92 estaven jubilades, 96 estaven estudiant i 63 estaven classificades com a «altres inactius».

### Ingressos
El 2009 a Cheptainville hi havia 669 unitats fiscals que integraven 1.865,5 persones, la mediana anual d'ingressos fiscals per persona era de 24.955 €.

### Activitats econòmiques
Dels 77 establiments que hi havia el 2007, 2 eren d'empreses extractives, 1 d'una empresa de fabricació de material elèctric, 7 d'empreses de fabricació d'altres productes industrials, 10 d'empreses de construcció, 14 d'empreses de comerç i reparació d'automòbils, 7 d'empreses de transport, 3 d'empreses d'hostatgeria i restauració, 2 d'empreses d'informació i comunicació, 3 d'empreses financeres, 8 d'empreses immobiliàries, 10 d'empreses de serveis, 3 d'entitats de l'administració pública i 7 d'empreses classificades com a «altres activitats de serveis».
Dels 19 establiments de servei als particulars que hi havia el 2009, 1 era un taller de reparació d'automòbils i de material agrícola, 1 paleta, 3 fusteries, 3 lampisteries, 3 electricistes, 1 perruqueria, 3 restaurants, 3 agències immobiliàries i 1 saló de bellesa.
Dels 2 establiments comercials que hi havia el 2009, 1 era una botiga de menys de 120 m² i 1 una botiga d'electrodomèstics.
L'any 2000 a Cheptainville hi havia 7 explotacions agrícoles.

## Equipaments sanitaris i escolars
El 2009 hi havia 1 escola maternal i 1 escola elemental.

## Poblacions més properes
El següent diagrama mostra les poblacions més properes.